# George Harrison
George Harrison, MBE (25. února 1943 Liverpool – 29. listopadu 2001 Los Angeles) byl britský rockový kytarista, zpěvák, skladatel a hudební a filmový producent, známý především jako člen kapely The Beatles. Po jejich rozpadu se dal na sólovou dráhu, zprvu velmi úspěšnou. Financoval velké charitativní projekty, spolupracoval se skupinou Monty Python, byl členem superskupiny Traveling Wilburys a proslul také jako propagátor hinduismu (přesněji řečeno hnutí Haré Kršna).

## Biografie

### Dětství
George vyrůstal v harmonické rodině (matka Louise, v domácnosti, otec Harold, řidič autobusu) v britském Liverpoolu společně se třemi sourozenci (sestra Louise, bratři Harold ml. a Peter). Budoucí nejmladší člen skupiny Beatles chodil na stejnou základní školu jako John Lennon, ale neznali se (Lennon byl o dva a půl roku starší). Na gymnáziu v Quarry Bank se seznámil s o rok starším Paulem McCartneym. Ve třinácti letech mu rodiče koupili první kytaru; přes počáteční nezájem začal George pravidelně cvičit a dělat pokroky, poslouchal nahrávky a snažil se je napodobovat. První akordy ho učil hrát McCartney. Po čase matka synovi koupila lepší kytaru, a aby jí George splatil částku, již na koupi nástroje vydala, nastoupil jako poslíček u řezníka.
Po absolvování gymnázia v roce 1953 postoupil George na Liverpool Institute. Školu ale po čase opustil a stal se elektrikářským učněm v obchodním domě. V té době založil svou první hudební skupinu The Rebels. Jeho velkým vzorem byl americký kytarista a rocker Buddy Holly.

### Beatles
Roku 1958 začal George hrát na kytaru v kapele The Quarrymen, kam ho přivedl McCartney. Skupina se několikrát přejmenovala: na podzim roku 1958 na Johnny and the Moondogs, v roce 1959 na The Silver Beetles („Stříbrní brouci“) a v roce 1960 konečně na The Beatles (slovní hříčka kombinující slova beetle („brouk“) a beat). Tehdy dostala kapela angažmá v západoněmeckém Hamburku. Když však tamní úřady objevily, že George ještě není plnoletý a nemá pracovní povolení, byl předčasně vyhoštěn zpět do Anglie.
Původně hrál v kapele druhou kytaru, ale po odchodu baskytaristy Stuarta Sutcliffa převzal Paul McCartney jeho nástroj a sólovým kytaristou se stal George. Jeho sóla se vyznačovala precizním provedením, ale zároveň decentností, která nestrhávala nadměrnou pozornost a „jen“ přesně dokreslovala atmosféru každé písně.

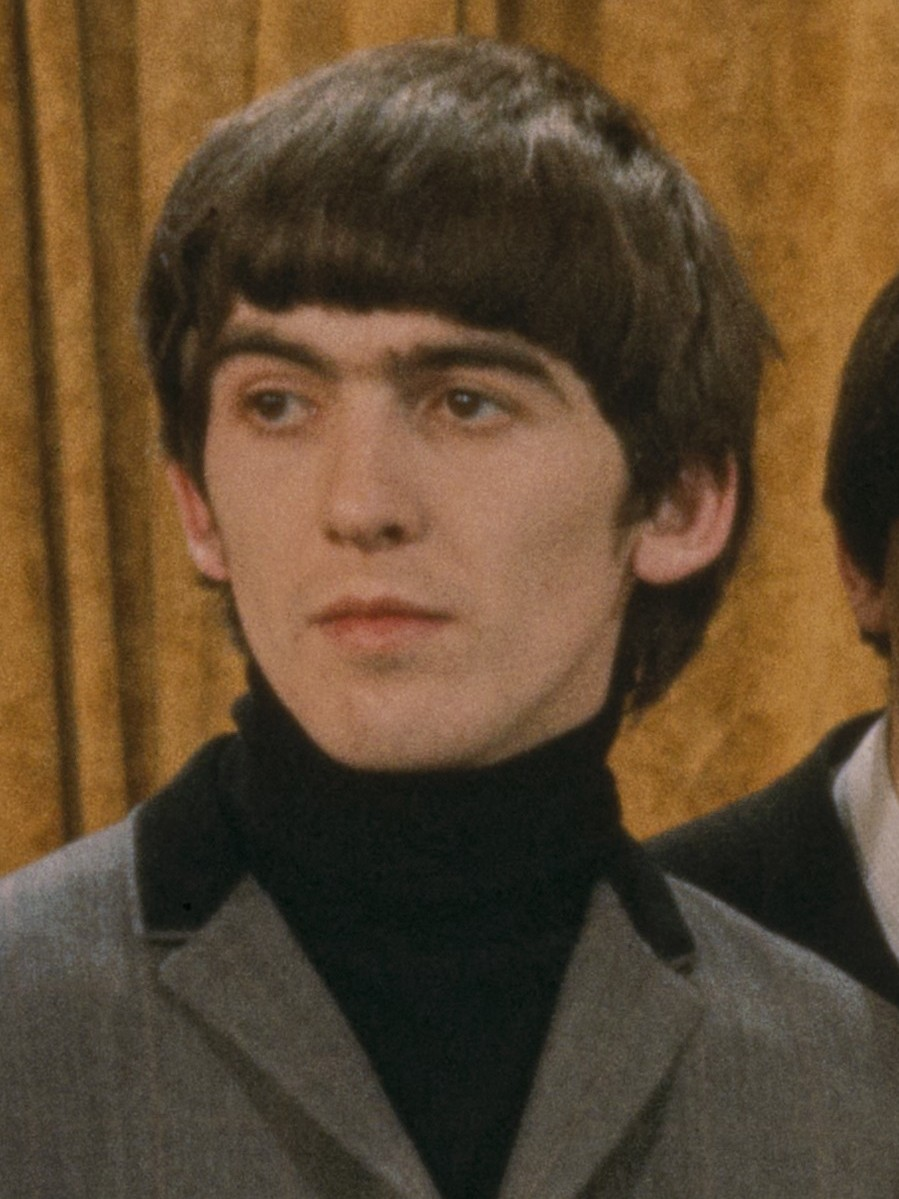
Harrison roku 1964 v éře beatlemánie

Harrison se také snažil o vlastní tvorbu, ale dlouhá léta zůstával ve stínu fenomenální autorské dvojice Lennon/McCartney. Na první alba jen výjimečně prosadil nějakou svou píseň, občas alespoň dostal příležitost zpívat hlavní vokál v některé písni Lennona a McCartneyho. Teprve na albu Revolver se mu dostalo té cti, že jeho píseň (Taxman) byla zařazena jako první, i nadále se však na albech Beatles objevovaly jeho skladby jen sporadicky. Harrisona, který se koncem 60. let už považoval za srovnatelně kvalitního skladatele jako Lennon a McCartney (maje na kontě hity jako Something nebo While My Guitar Gently Weeps), to velmi popouzelo a přispívalo to k jeho tendenci Beatles opustit. Vadilo mu i (dle jeho názoru) nespravedlivé dělení kapelních příjmů (z této hořkosti se vypsal v písni „Only A Northern Song“).
Jeho nepřehlédnutelným vkladem do zvuku Beatles se staly indické hudební vlivy, kterých poprvé použil roku 1965 na albu Rubber Soul v Lennonově písni „Norwegian Wood“, kde zahrál sólo na indický strunný nástroj sitár. V té době se George setkal s indickým skladatelem a vynikajícím sitáristou Ravi Šankarem, který se stal jeho přítelem a učitelem. Harrison pak do repertoáru Beatles přispěl několika dalšími skladbami s indickým aranžmá (Love You To, Within You Without You, The Inner Light). Začal se zajímat obecně o indickou kulturu a meditaci a stal se význačným příznivcem hnutí Hare Krišna.
V roce 1964 poznal George při natáčení filmu Perný den modelku Pattie Boydovou a zamilovali se do sebe. Oddáni byli 21. ledna 1966. Ve druhé polovině 60. let se George (podobně jako mnoho rockových muzikantů té doby) potýkal s drogovou závislostí (LSD, marihuana). K určitému odpoutání od drog mu pomohla hinduistická víra, což ale zase vedlo k postupnému odcizení od manželky Pattie, která nakonec odešla k Eriku Claptonovi, Harrisonovu dobrému příteli, jenž o ni měl už léta zájem. Oficiálně se George s Pattií rozvedli až roku 1977.

### Sólová sláva
Ještě během existence The Beatles vydal Harrison dvě sólová alba – Wonderwall Music (1968, filmová hudba) a Electronic Sound (1969, experimentální syntezátorová hudba) – která však nedosáhla většího ohlasu.
Ovšem bezprostředně po ohlášeném rozpadu Beatles v roce 1970 Harrison vydal trojalbum All Things Must Pass, které se stalo trhákem. Obsahovalo také jeho asi největší sólový hit My Sweet Lord (opěvující Krišnu), kvůli němuž se však dostal v roce 1976 k soudu za plagiátorství pro podobnost s písní He's So Fine (1962) newyorské skupiny Chiffons. Harrison soud prohrál a musel odevzdat značnou část zisku z prodeje singlu i alba.
1. srpna 1971 uspořádal George Harrison v newyorské Madison Square Garden dobročinný koncert pro povodněmi a válkou zmítaný Bangladéš, kam pozval mnoho dalších slavných hudebníků, mezi nimiž byli Bob Dylan, Eric Clapton, Ringo Starr, Billy Preston, Ravi Šankar a další. Z koncertu vzniklo úspěšné hudební album a celovečerní film. Jednalo se o první akci takového druhu a rozsahu v dějinách – později na ni navázal např. Live Aid.

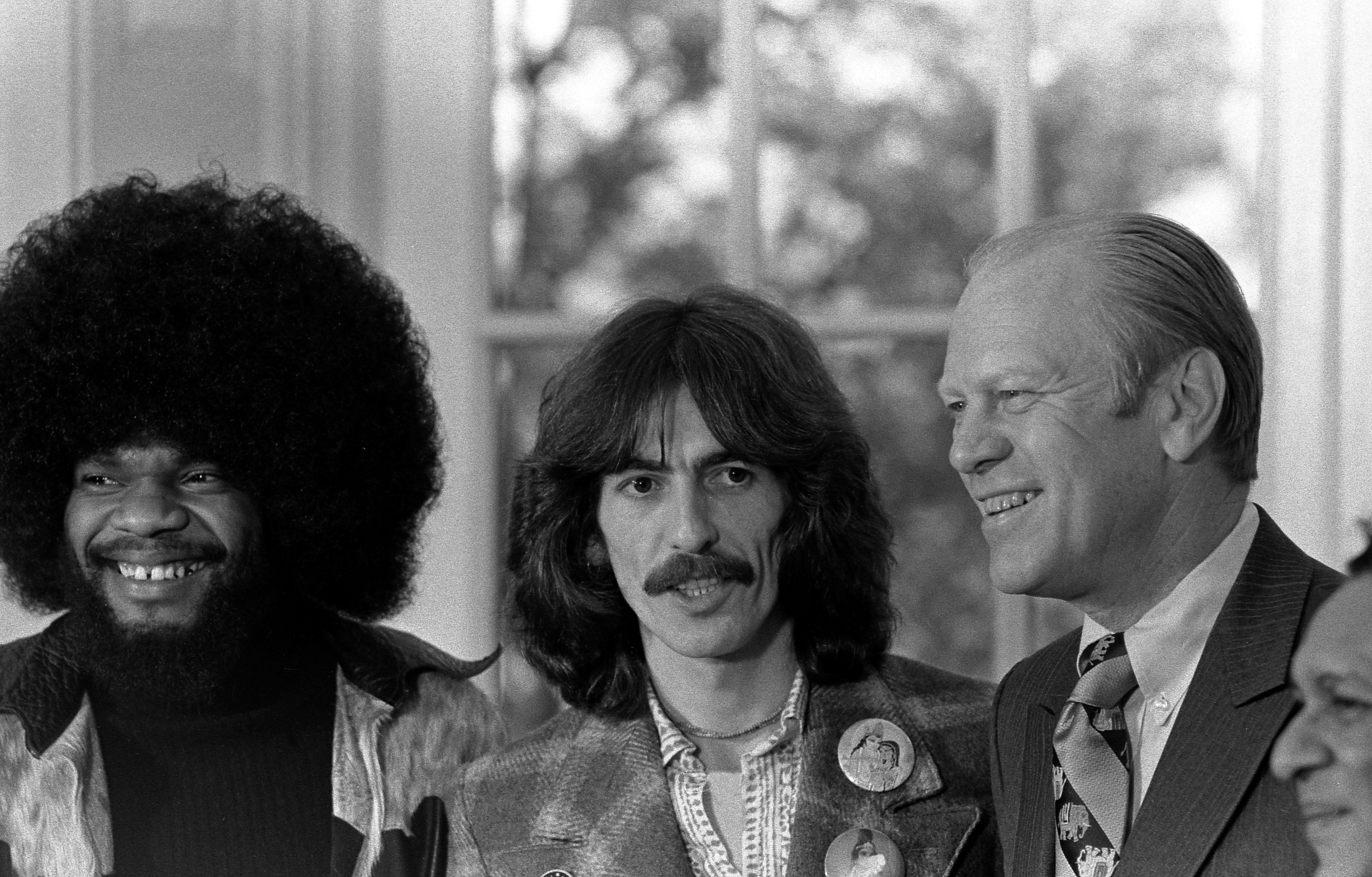
Billy Preston, George Harrison, Gerald Ford a Ravi Shankar v Bílém domě, 1974

### Pozvolný ústup
Po dalším vynikajícím albu Living in the Material World, jemuž nicméně někteří vyčítali přílišné kazatelství, založil George v roce 1974 vlastní gramofonovou firmu Dark Horse Records a vydal eponymní album. Nebylo však už tak úspěšné jako předchozí dvě, a jeho související sólové turné po USA se vydařilo ještě méně. Jedním z důvodů byl Harrisonův zánět hlasivek, zejména však vyvolávala rozčarování dramaturgie koncertů, kde dostávala značný prostor indická hudba v podání Raviho Šankara a jeho kolegů, zatímco očekávané a žádané hity z dob Beatles nebyly na programu téměř vůbec. Harrison po této trpké zkušenosti na dlouho přestal koncertovat a jen nahrával písně ve svém studiu.
V té době žil George s modelkou Kathy Simmondsovou, bývalou přítelkyní Roda Stewarta. Pak se sblížil s Mexičankou Olivií Trinidad Ariasovou, sekretářkou firmy A&M, jež distribuovala desky jeho společnosti. Měsíc před svatbou, 1. srpna 1978, se jim narodil syn Dhani.
V mezidobí pokračoval Harrison ve vydávání sólových alb (Extra Texture, 33 & 1/3, George Harrison). Vždy se jednalo o melodicky silné a textově originální počiny, přestože se George konzervativně držel svého stylu a prakticky nezohledňoval soudobé hudební trendy, některými (jako punk nebo hard rock) otevřeně pohrdal. Snad i proto poptávka po jeho tvorbě setrvale klesala.
Po vraždě Johna Lennona (8. prosince 1980) se George zcela uzavřel před okolním světem ve svém pověstném viktoriánském sídle Friar Park (Henley-on-Thames poblíž Readingu) a věnoval se hlavně rodině.

### Filmovým producentem
Koncem 70. let se Harrisonovým novým zájmem stala filmová produkce. Podnítila ho k tomu snaha pomoci své oblíbené skupině Monty Python zafinancovat výrobu jejich filmu Život Briana (ohledně své motivace řekl: „Prostě jsem ten film chtěl vidět.“). Pro ten účel založil roku 1978 vlastní společnost HandMade Films a zaručil se vlastním domem. Risk se vyplatil, Život Briana se stal hitem a HandMade Films pak během 80. let vyrobila řadu dalších oceňovaných filmů, většinou nezávislých komedií (např. Dlouhý Velký pátek, Zloději času, Soukromá slavnost, Mona Lisa, Withnail a já, Powwow Highway).
Z Pythonů měl George obzvláště blízko k Ericu Idleovi – účastnil se jako cameo i jeho sólových projektů Rutland Weekend Television a mokumentu All You Need Is Cash, který parafrázoval historii Beatles (kapela The Rutles).
Dále nicméně nahrával a vydával alba – v roce 1981 to byla deska Somewhere in England, z níž je známější pouze píseň All Those Years Ago, věnovaná Lennonově památce (na nahrávce se podíleli i Ringo Starr a Paul McCartney). Další album Gone Troppo se opět neslo v poklidném meditativním duchu Harrisonovy poprockové tvorby, z jeho atmosféry však bylo cítit, že ho George nahrál hlavně z povinnosti vyplývající ze smlouvy s vydavatelstvím a jinak mu na něm příliš nezáleželo, nijak ho ani nepropagoval. Deska komerčně propadla a Harrison se pak na řadu let odmlčel.
Na koncertní pódium se vrátil v roce 1985 vzpomínkovým pořadem Carla Perkinse. Vystoupil i na charitativním koncertu ve Wembley.

### Restart
Oživení Harrisonovy vyhasínající kariéry přišlo roku 1987, kdy ve spolupráci s muzikantem a producentem Jeffem Lynnem vydal své jedenácté sólové album Cloud Nine (jeho předzvěstí byly Harrisonovy příspěvky k soundtracku filmu Šanghajské překvapení). Album se oproti řadě svých předchůdců vyznačovalo nebývalou energií a podstatně modernějším zvukem, aniž se vytratila Harrisonova typická melodika. Obsahovalo mj. hity Got My Mind Set On You, When We Was Fab (nostalgická vzpomínka na Beatles) nebo This Is Love. Na desce se kromě Lynna podíleli např. Ringo Starr, Eric Clapton nebo Elton John.

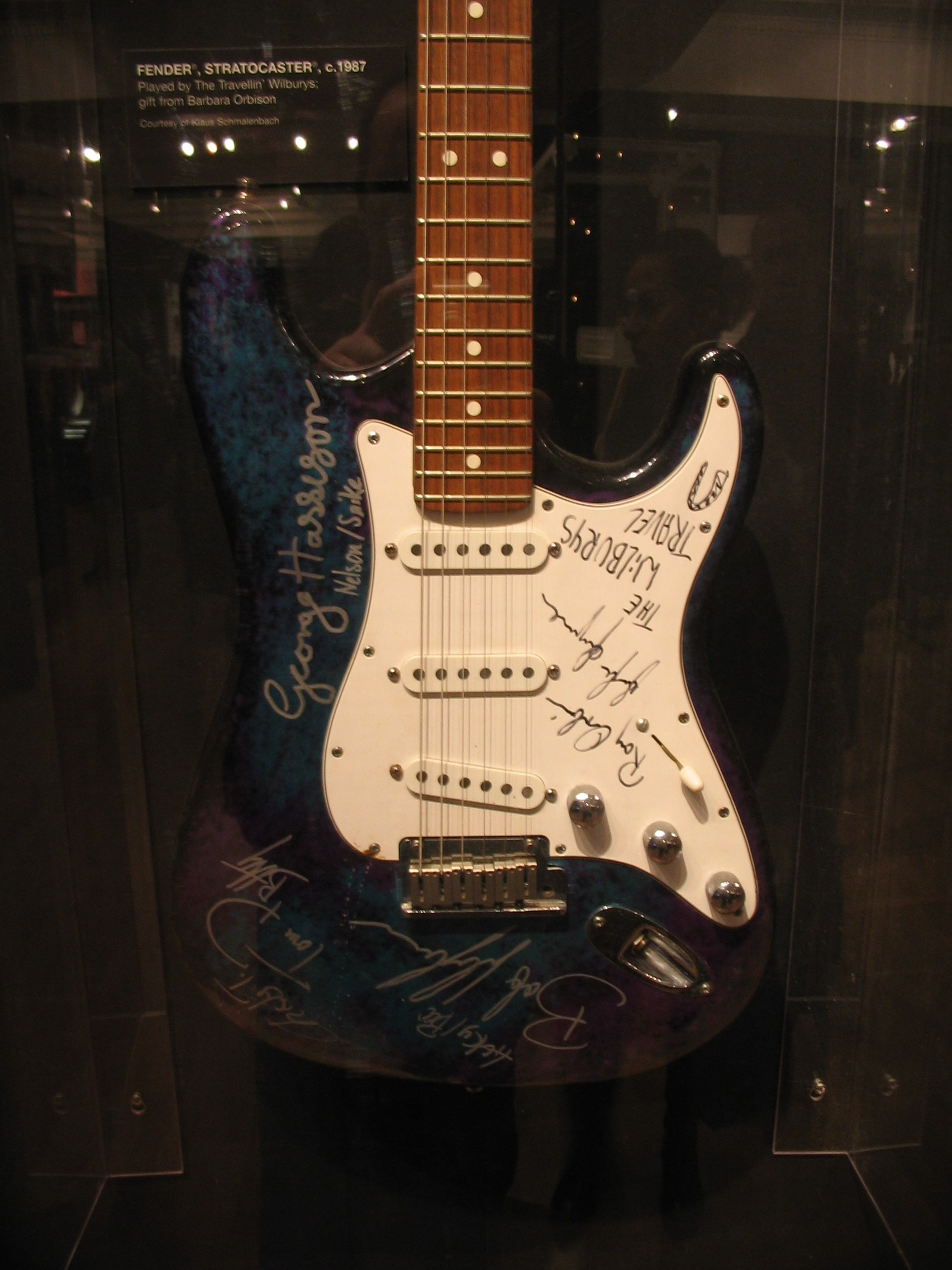
Podpisy členů Traveling Wilburys na kytaře Fender Stratocaster (Harrisonův vlevo)

Nedlouho poté se Harrison a Lynne řízením různých náhod sešli s dalšími hvězdami Bobem Dylanem, Tomem Pettym a Royem Orbisonem a nahráli spolu hit Handle With Care. Tato spolupráce je tak nadchla, že na její bázi vytvořili projekt nazvaný Traveling Wilburys a pod smyšlenými jmény nahráli stejnojmenné album (1988), které dosáhlo značného úspěchu. Přestože Orbison ještě toho roku náhle zemřel, zbylá čtveřice se dala ještě jednou dohromady a vydala album Traveling Wilburys Vol. 3 (1990).
V prosinci 1991 uspořádal George po 17 letech sólové turné, a to po Japonsku. Mezi řadou jiných muzikantů a sboristů se ho účastnil i Eric Clapton. Playlist sestával z průřezu celou Harrisonovou tvorbou, od časů Beatles po nejnovější skladby z alba Cloud Nine. Záznam byl vydán na dvojalbu Live In Japan (1992).
V 90. letech nazrála doba k oživení spolupráce zbylých tří Beatles, kteří se sešli nad několika rozpracovanými nahrávkami Johna Lennona, které jim poskytla jeho vdova Yoko Ono. Výsledkem byly dvě zcela nové písně Beatles jako skupiny – písně Free As A Bird a Real Love. Byly vydány roku 1995 v rámci kompilací Antologie Beatles i jako singly a staly se z nich velké hity, ačkoliv kritiky byly spíše rozpačité.

### Závěr života a smrt

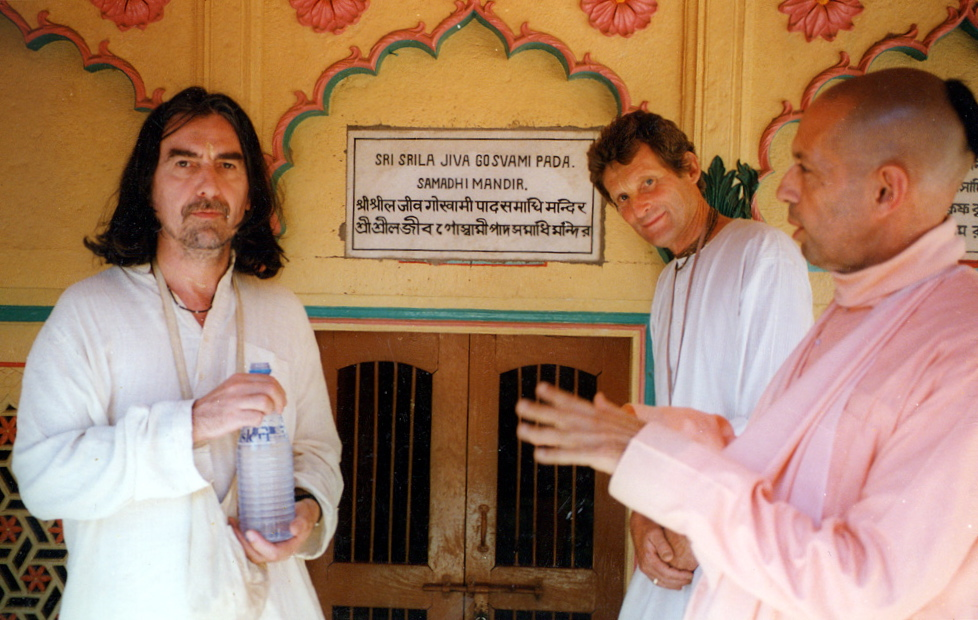
George Harrison v Indii roku 1996

I přes zvýšení zájmu o svou tvorbu v předešlých letech se George v polovině 90. let opět stáhl do ústraní a nijak nespěchal ani s případným novým albem, k němuž ho již ani netlačila žádná smlouva. Svých filmových aktivit zanechal s hořkostí už dříve, poté co se jeho HandMade Films dostala do fatálních problémů vlivem neúspěchu některých nákladných a nepodařených filmů (zejména Šanghajského překvapení) a také finančních machinací Harrisonova společníka Denise O'Briena.
Též se mu začalo vážně zhoršovat zdraví – roku 1997 mu byl odoperován nádor na hrtanu.
Roku 1999 se do jeho domu v noci vloupal pomatený muž a těžce Harrisona zranil nožem. Svého manžela zachránila Olivia, která stihla zavolat pomoc a pomáhala Georgeovi s násilníkem zápolit, než přijela policie. Harrison se z tohoto traumatického zážitku už nikdy zcela nevzpamatoval.
Roku 2001 se rakovina vrátila a v květnu mu byl odstraněn plicní nádor, nemoc však už byla na postupu a metastazovala do mozku. 29. listopadu 2001 George Harrison v Los Angeles v Kalifornii nemoci podlehl. Podle dostupných informací byl jeho popel podle jeho přání nasypán do indické posvátné řeky Gangy.

### Odkaz
Před smrtí Harrison pracoval na dokončení svého dvanáctého a posledního alba, které pak dle jeho instrukcí dohotovili Jeff Lynne, syn Dhani a bubeník Jim Keltner. Bylo vydáno pod názvem Brainwashed v roce 2002.
Téhož roku, na první výročí Harrisonovy smrti, proběhl v Royal Albert Hall na jeho počest velký památeční Concert for George, kde zazněly jeho hity i méně známé písně ze všech období jeho kariéry. Na koncertě vystoupili Jeff Lynne, Dhani Harrison, Eric Clapton, Ringo Starr, Paul McCartney, Tom Petty, Billy Preston, Gary Brooker, Joe Brown nebo Anuška Šankar (dcera Raviho).
V roce 2011 natočil americký režisér Martin Scorsese dokument "George Harrison: Living in the Material World".

## Používané nástroje
V době, kdy Harrison vstoupil do skupiny The Quarrymen, byla jeho hlavním nástrojem kytara Höfner President Acoustic, kterou záhy vyměnil za model Höfner Club 40. Jeho první elektrickou kytarou s plným tělem byl český nástroj Jolana Futurama/Grazioso. Kytary, které používal při prvních nahrávkách, byly převážně modely Gretsch, na něž hrál přes zesilovač Vox.
- 1961: Gretsch 6128 Duo Jet – model měl černou barvu. George ho koupil od námořníka v Hamburku a hrál na něj až do roku 1963. K tomuto modelu měl záložní model Gretsch 6131 Fire Bird, který měl jen jiné knoflíky a červenou barvu.
- 1962: Gibson EJ-160 – model měl černo-hnědo-žlutou barvu. Elektroakustická kytara, kterou George používal až do roku 1968.
- 1963: Gretsch 6122 Country Gentleman – měl dva modely, první ořechový a druhý černý. Používal je do roku 1965. Rozdíly mezi nimi: barva, jinak posazené knoflíky.
- 1964: Gretsch 6119 Tennessee Ann – model byl červený. Používal ho do roku 1966.
- 1964: Rickenbacker 360/12 – měl dva modely, oba byly červeno-žluté. Používal je do roku 1967. Jediný rozdíl byl ve tvaru hran. První byl hranatý, druhý zakulacený.
- 1966: Epiphone E230 TDV Casino – původně byl model černo-hnědo-žlutý, od roku 1968 přírodní.

## Diskografie (mimo Beatles)

### Studiová alba
- 1968 – Wonderwall Music, US #49
- 1969 – Electronic Sound, US #191
- 1970 – All Things Must Pass, UK #4 (8 týdnů), US #1
- 1973 – Living in the Material World, UK #2, US #1
- 1974 – Dark Horse, US #4
- 1975 – Extra Texture (Read All About It), UK #16, US #8
- 1976 – Thirty Three & 1/3, UK #35, US #11
- 1979 – George Harrison (album), UK #39, US #14
- 1981 – Somewhere in England, UK #13, US #11
- 1982 – Gone Troppo, US #108
- 1987 – Cloud Nine, UK #10, US #8
- 2002 – Brainwashed, UK #29, US #18

### Živé nahrávky
- 1971 – The Concert For Bangla Desh, UK #1, US #2
- 1992 – Live In Japan, US #126

### Kompilace
- 1976 – The Best of George Harrison, US #31
- 1989 – Best of Dark Horse 1976–1989, US #132
- 2004 – The Dark Horse Years 1976–1992

### Se skupinou Traveling Wilburys
- 1988 – Traveling Wilburys Vol. 1, UK #16, US #3
- 1990 – Traveling Wilburys Vol. 3, UK #14, US #11